# 南棕榈滩 (佛罗里达州)
南棕榈滩（英語：South Palm Beach），是美国佛罗里达州境內的一座城镇。建立于1955年。面积约 为0.8平方公里（约合0.3平方英里）。根据2010年美国人口普查，该市有人口1,171人。论人口在本州排行第 320。